# Маршал (Японія)

Нагрудний знак маршалів з Імператорською хризантемою, павловнією, прапорами Імперської Армії та Флоту Японії.

Ма́ршал (яп. 元帥, げんすい, ґенсуй, «основний командувач») — військове звання в Імперській армії Японії 1872—1873 років , титул генералів Імперської армії та адміралів Імперського флоту Японії 1889—1945 років. У сучасних Силах Самооборони Японії дане звання і титул відсутні.

## Короткі відомості
Вперше звання маршала армії отримав імператорський радник Сайґо Такаморі 19 липня 1872 року. Проте в травні 1873 була проведена реформа японського табеля про ранги, яка ліквідовувала це звання, і Сайґо став генералом Імперської армії.
В 1898 році уряд прийняв постанову про Маршальську Раду (元帥府条例), за якою вводився довічний титул маршала, що надавався літнім і відмінним генералам армії та адміралам флоту. На час видання постанови титул був наданий трьом генералам — принцу Комацу Акіхіто, Ямаґаті Арітомо та Оямі Івао, та одному адміралу — Сайґо Цуґуміті.
26 квітня 1926 року титул маршала був наданий останньому королю корейської династії Чосон та імператору колишньої Корейської імперії Суньчжону.
До початку Другої світової війни, титул маршала вважався почесним і, зазвичай, надавався відставним генералам армії й адміралам флоту Японії. Проте на початку 1940-х років Імперська армія Японії розрослася, бойові одиниці (дивізія, армія, фронт) та командування ними ускладнилися, у зв'язку з чим мали місце випадки титулування маршалами генералів дійсної служби — Терауті Хісаїті, Суґіяма Хадзіме і Хата Сюнроку
Маршали, зберігали військове звання генерала, але отримували право носити маршальську емблему (листя павлонії на фоні прапора армії або флоту) та самурайський меч.
По відношенню до маршала існувало вище військове звання і титул генералісимуса, яке носив імператор Японії.
Деякі маршали отримували титул посмертно.

## Список маршалів

### Маршал армії
| № | Портрет | Ім'я                    | Термін                      |
| - | ------- | ----------------------- | --------------------------- |
| 1 |         | Сайґо Такаморі 西郷隆盛 | 19 липня 1872— травень 1873 |

### Маршали, генералиармії
| №  | Портрет | Ім'я                           | Жалувано титул |
| -- | ------- | ------------------------------ | -------------- |
| 1  |         | Комацу Акіхіто 小松宮彰仁親王  | 20 січня 1898  |
| 2  |         | Ямаґата Арітомо 山県有朋       | 20 січня 1898  |
| 3  |         | Ояма Івао 大山巌               | 20 січня 1898  |
| 4  |         | Нодзу Мітіцура 野津道貫        | 31 січня 1906  |
| 5  |         | Оку Ясуката 奥保鞏             | 24 жовтня 1911 |
| 6  |         | Хасеґава Йосіміті 長谷川好道   | 9 січня 1914   |
| 7  |         | Фусімі Саданару 伏見宮貞愛親王 | 9 січня 1914   |
| 8  |         | Кавамура Каґеакі 川村景明      | 9 січня 1914   |
| 9  |         | Терауті Масатаке 寺内正毅      | 24 червня 1916 |
| 10 |         | Кан'ін Котохіто 閑院宮載仁親王 | 12 грудня 1919 |
| 11 |         | Уехара Юсаку 上原勇作          | 27 квітня 1922 |
| 12 |         | Куні Кунійосі 久邇宮邦彦王     | 27 січня 1929  |
| 13 |         | Насімото Морімаса 梨本宮守正王 | 8 серпня 1932  |
| 14 |         | Муто Нобуйосі 武藤信義         | 3 травня 1933  |
| 15 |         | Терауті Хісаїті 寺内寿一       | 21 червня 1943 |
| 16 |         | Суґіяма Хадзіме 杉山元         | 21 червня 1943 |
| 17 |         | Хата Сюнроку 畑俊六            | 2 червня 1944  |

### Маршали, адміралифлоту
| №  | Портрет | Ім'я                                   | Жалувано титул              |
| -- | ------- | -------------------------------------- | --------------------------- |
| 1  |         | Сайґо Цуґуміті 西郷従道                | 20 січня 1898               |
| 2  |         | Іто Сукеюкі 伊東祐亨                   | 31 січня 1906               |
| 3  |         | Іноуе Йосіка 井上良馨                  | 31 жовтня 1911              |
| 4  |         | Тоґо Хейхатіро 東郷平八郎              | 21 квітня 1913              |
| 5  |         | Арісуґава Такехіто 有栖川宮威仁親王    | 7 липня 1913 (посмертно)    |
| 6  |         | Ідзюін Ґоро 伊集院五郎                 | 26 травня 1917              |
| 7  |         | Хіґасіфусімі Йоріхіто 東伏見宮依仁親王 | 27 червня 1922 (посмертно)  |
| 8  |         | Сімамура Хаяо 島村速雄                 | 8 січня 1923 (посмертно)    |
| 9  |         | Като Томосабуро 加藤友三郎             | 24 серпня 1923 (посмертно)  |
| 10 |         | Фусімі Хіроясу 伏見宮博恭王            | 27 травня 1932              |
| 11 |         | Ямамото Ісороку 山本五十六             | 18 квітня 1943 (посмертно)  |
| 12 |         | Наґано Осамі 永野修身                  | 21 червня 1943              |
| 13 |         | Коґа Мінеіті 古賀峯一                  | 31 березня 1944 (посмертно) |